# Lago Leigh
El lago Leigh es un pequeño lago de Estados Unidos, situado en el estado de Wyoming.

## Geografía
El lago se encuentra en el Parque nacional de Grand Teton. Tiene una longitud de 4,5 kilómetros y una anchura máxima de 3,8 kilómetros. Situado justo al sureste del Monte Moran, el lago ofrece maravillosas vistas de ese pico y varios más al sur. El acceso al lago se realiza a través de un sendero de 1.6 kilómetros de poca dificultad para los excursionistas. La Cabina de la Patrulla de Guardabosques del lago Leigh está situada en la orilla noreste del lago y está en el Registro Nacional de Lugares Históricos.
El lago Leigh es un desafío insólito en la mayoría de aproximaciones a la ascensión del monte Moran. Dada la dificultad de abordar el monte Moran por tierra, la mayoría de ascensiones se inician en canoa desde el lago Jenny, siguiendo luego hacia el lago String,y luego al norte el lago Leigh, y luego se carga con la canoa y los remos hasta el flanco del monte Moran.

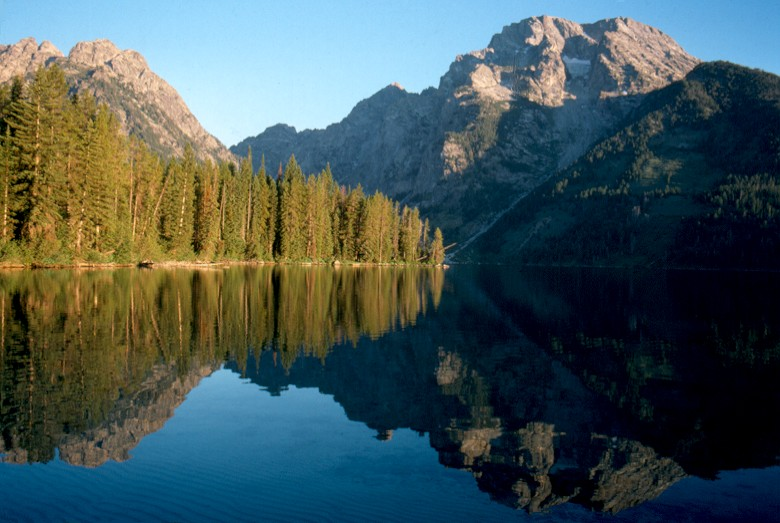
Vista del lago
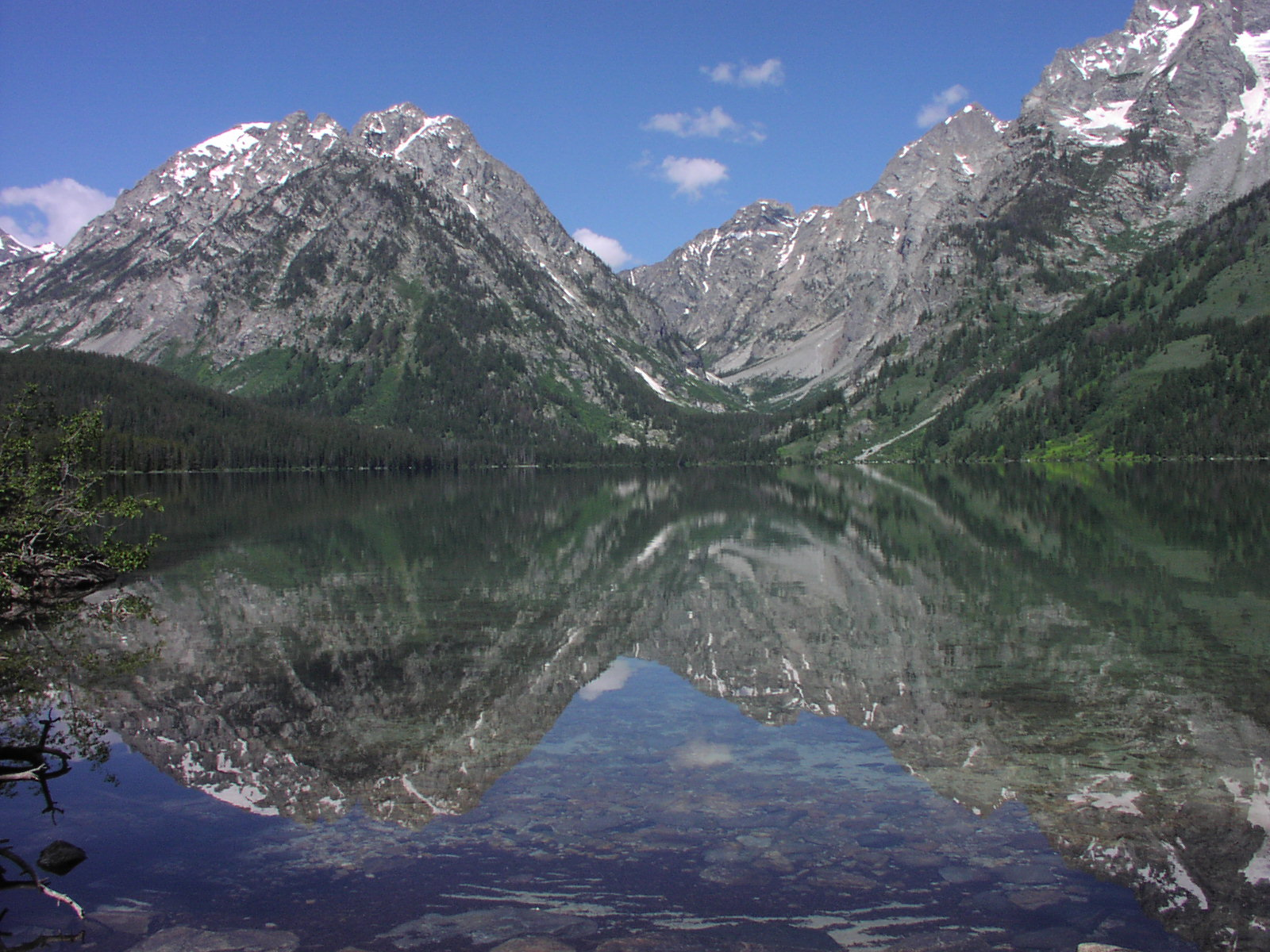
Otra vista del lago